# Kanata Hongō
Kanata Hongō (本郷 奏多 Hongō Kanata?) es un actor y modelo japonés nacido el 15 de noviembre de 1990 en la prefectura de Miyagi.

## Carrera
Su carrera comenzó con su actuación en la película llamada Returner, en el 2002 con el papel del personaje principal, Miyamoto, cuando este era joven. Sin embargo, el papel que le ayudó a darse a conocer todavía más fue el de Sho (cuando niño) en la película Moon Child en el 2003. En el 2004 tiene un rol en la serie de televisión CX X'smap.
Después, es en el 2005 donde sus apariciones en películas se elevan a 2 (Hinokio y Daiteden no Yoru ni), al igual que se aparece en videos musicales con Tomorrow's way de YUI y  「ずっと読みかけの夏」 (It begins to read directly, summer) con 冨田ラボ feat.CHEMISTRY. Además también obtiene un papel en la serie de televisión Aikurushii.
A patir de ese año, Kanata se antepone como una de las estrellas juveniles más talentosas y su camino de éxito se ve mucho más consolidado gracias a un protagónico y un rol de reparto en películas sumamente importantes y renombradas primeramente porque están basadas de dos importantes series de anime. El primero es el protagónico como Ryoma Echizen en The Prince of Tennis, papel que se la da no solo por su actuación, sino debido a que éste chico juega tenis y es muy bueno. Pero, sin duda, el que elevó el revuelo (debido a las expectativas de las fanes del personaje luego de que se supiese que Kanata sustituiría al actor anterior) fue su actuación en NANA 2 con el papel de Shinichi Okazaki (Shin), el simpático y excéntrico bajista. Sumado a esto, también tuvo participación en la serie de televisión Kiraware Matsuko no Issho.
En este año, se le ha visto más participación en series de televisión tales como Himitsu no Hanazono, donde tiene uno de los papeles principales, y también con la serie de Seito Shokun!; además tiene una aparición especial en Tantei Gakuen y es el protagonista en el video promocional Eien no Tsubasa de BZ.
Además del papel de Nishi de la serie Gantz, en 2012 fue el seiyū de Sakamoto Ryōta en el anime Btooom! En 2017 fue el seiyū de Naoyuki Andō en la serie Inuyashiki.

## Programas de televisión
- Yu Yu Hakusho (Netflix, 2023)
- Mirai Nikki: Another World (2012)
- Yankee-kun to Megane-chan (2010)
- Reset (2009)
- seigi no mikata (2008)
- Tantei Gakuen Q (NTV, 2007, ep2)
- Seito Shokun! (TV Asahi, 2007)
- Himitsu no Hanazono (Fuji TV, 2007)
- Kiraware Matsuko no Issho (TBS, 2006)
- Aikurushii (2005)

## Películas
- Shin Kamen Rider (2023)[2]
- Fullmetal Alchemist (2017)[3]
- Cinema angel (2015)
- Attack on Titan (2015)
- Doreiku: Boku to 23 nin no Dorei (2014)
- GantZ (2011)
- GOTH (2008)
- AOI TORI (2008)
- SILK (2007)
- NANA 2 (http://www.nana2-movie.com/ Archivado el 5 de agosto de 2006 en Wayback Machine.) (2006)
- Prince of Tennis (https://web.archive.org/web/20060803084002/http://tenipuri-movie.jp/) (2006)
- Until the Lights Come Back (大停電の夜に) (2005)
- Hinokio (https://web.archive.org/web/20070630023654/http://www.hinokio-movie.com/) (2005)
- Moon Child (2004)
- Returner(http://www.returner.net/) (2002)